# Марченко Андрій Васильович
Андрі́й Васи́льович Ма́рченко — сержант, Державна прикордонна служба України, учасник російсько-української війни.

## Нагороди
21 серпня 2014 року — за особисту мужність і героїзм, виявлені у захисті державного суверенітету та територіальної цілісності України, вірність військовій присязі під час російсько-української війни, відзначений — нагороджений орденом «За мужність» III ступеня.